# 太陽の罠
『太陽の罠』（たいようのわな）は、NHK総合で、2013年11月30日から同年12月21日まで、毎週土曜21:00 - 21:58（土曜ドラマ」枠）に全4回放送されていた日本のテレビドラマ。NHK名古屋放送局制作。AAAのメインボーカルを務める西島隆弘のNHKドラマ初主演作品である。

## 概要
太陽光発電の最先端技術をめぐり、産業スパイの疑いをかけられた若い男を主人公に、“特許マフィア”との攻防と愛憎が交錯する人間模様を描くラブ・サスペンス・ドラマ。太陽光発電の研究が活発に行われているという理由で、岐阜市にある岐阜大学工学部のキャンパスで撮影が行なわれた。
キャッチコピーは「誰を愛して、誰を騙すのか。」。

## あらすじ
名古屋に本社を置く大手家電メーカー、メイオウ電機にアメリカの企業、ゼスター・リサーチ社から警告状が届く。社運をかけて開発した太陽光パネルの技術が特許侵害であるとして、膨大な賠償金とライセンス料を要求するものだった。
特許侵害騒動の責任を取らされそうになった濱は上司である村岡の殺害を図るが、村岡は助かり、意識不明の重体で病院に収容される。騒然とする社内で産業スパイではないかと疑われたのが、知的財産部の若い社員・長谷川眞二だった。これをきっかけに長谷川は次々と罠にかけられ、孤独な闘いを強いられるのだった。
長谷川は村岡の殺人未遂と産業スパイの嫌疑により逮捕されるが、証拠不十分で釈放される。警察の捜査により、長谷川のパソコンを通じて企業情報の漏洩がなされていたことが判明し、長谷川は妻を疑い始める。

## キャスト

### メイオウ電機
長谷川 眞二（はせがわ しんじ）
演 - 西島隆弘
3か月前まではソーラー事業開発部研究員だったが上司の方針に背き、配置転換され知的財産部員となる。産業スパイの疑いをかけられ、さらに殺人未遂事件の重要参考人として警察に追われる。
濱 考一
演 - 尾美としのり
ソーラー事業本部開発部次長。訴訟対策室のリーダー。
三田 浩二
演 - 吉永秀平
開発部課長。
小池 巧
演 - 大和屋ソセキ
開発部主任。
森 茂夫
演 - 山口翔悟
開発部員。
羽野 みつき
演 - 水崎綾女
派遣社員。秘密裏に社内の情報を嗅ぎ回っていたが、眞二と最後に会った翌日、退社した。
村岡 雄三
演 - 伊武雅刀
ソーラー事業本部開発部長。部下に対して態度が横暴で、社内では嫌われている。
細川 守
演 - 中原丈雄
ソーラー事業本部長。
清水 明彦
演 - 棚橋真典
知的財産部課長。
佐々木 高久
演 - 中村昌也
知的財産部員。
横田 善三
演 - 藤田宗久
専務取締役。
池上 彰一郎
演 - 高橋長英
社長。

### 関係者
長谷川 葵（はせがわ あおい　旧姓 川嶋）
演 - 伊藤歩
眞二の年上の妻。2年前に結婚した。
結城 利香
演 - 石田ひかり
米国カリフォルニア州弁護士。濱を援護して特許マフィアと対峙する。

### ゼスター・リサーチ
アレックス・セザキ
演 - パトリック・ハーラン
メイオウ電機に対し、太陽光パネルの特許を侵害しているという警告状を送る。アメリカのパテント・トロール（特許マフィア）。

### 澤田コンサルティング
澤田 謙
演 - 塚本高史
企業コンサルタント。ゼスター・リサーチと組み、メイオウ電機を特許侵害で訴える。

### 愛知県警察
三浦 智明
演 - 吉田栄作
愛知県警察捜査1課刑事。メイオウ電機内で起きた殺人未遂事件を捜査する。

### その他
濱　康子
演　‐　中島ひろ子
濱の妻。
川嶋　太一
演　‐　でんでん
葵の父。
- 高原靖典、中村嘉宏、大嶽隆司、田中靖浩、松井真人、湯浅浩史、中井伸弥、大橋弘政、砂山淳太

## スタッフ
- 脚本 - 大島里美
- 音楽 - 井筒昭雄
- 制作統括 - 青木信也（NHK名古屋放送局）、土屋勝裕（NHKドラマ番組部）
- 美術 - 掛幸善
- 技術 - 黒川毅
- 音響効果 - 小野寺茂樹
- 撮影 - 安藤清茂
- 照明 - 酒井隆行
- 音声 - 加藤政二
- 映像技術 - 水本祐二
- 美術進行 - 丹羽教介
- 記録 - 小林澄枝
- 編集 - 森下博昭
- 演出 - 福井充広、松園武大（NHK名古屋放送局）
- 主題歌 - 青木カレン「As Time Goes By」

## 放送日程
| 放送回 | 放送日   | サブタイトル   | 演出     |
| ------ | -------- | -------------- | -------- |
| 第1回  | 11月30日 | ねらわれた特許 | 福井充広 |
| 第2回  | 12月7日  | 壊れた設計図   |          |
| 第3回  | 12月14日 | 不都合な真実   |          |
| 最終回 | 12月21日 | 太陽をつかむ男 |          |